# The Hardest Part
Singles de Blondie
Union City Blue
(1979) Call Me
(1980)
The Hardest Part est un single extrait de l'album Eat to the Beat du groupe Blondie.

## Information sur la chanson
The Hardest Part est la deuxième chanson sortie en single du quatrième album de Blondie aux États-Unis, au lieu de Union City Blue. Elle a été écrite par Deborah Harry et Chris Stein. Elle est sortie en single seulement aux États-Unis avec un succès mineur, atteignant le no 84 au Billboard Hot 100.

## Liste des titres
1. The Hardest Part (Deborah Harry, Chris Stein) - 3:42
2. Sound-A-Sleep (Deborah Harry, Chris Stein) – 4:18